# Horia Brenciu
Horia Brenciu (n. 27 august 1972, Brașov, România) este un cântăreț, entertainer și prezentator român de televiziune.

## Biografie
Horia Brenciu s-a născut la Brașov. A absolvit Colegiul Național „Andrei Șaguna”, Academia de Teatru și Film din București și Școala Populară de Artă din orașul său natal.
Cântărețul își face debutul la numai 18 ani, în anul 1990, în trupa „Apropo”, pe vremea respectivă cântând la pian, și abia mai târziu remarcându-se vocal.
Prima apariție televizată a lui Brenciu a avut loc în vara lui 1993, în producția TVR Concurs de seducție realizată pe litoral, la Costinești. Concurând cu alți doi tineri, Brenciu a câștigat întâietatea pentru favorurile Marinei Scupra. În același timp, trei tinere se luptau să-l cucerească pe Tino Furtună de la „Holograf”. 
În octombrie 1993, în calitate de colaborator, a prezentat prima ediție a concursului interactiv ROBINGO (TVR). A fost selectat de realizatorul Doru Dumitrescu, după vizionarea, înainte de difuzare, a unei emisiuni de jocuri pe plajă, concepută de redactora Adelina Șuvăgău. "Actul de naștere", în lumea televiziunii, i-a fost semnat lui Horia Brenciu în urma acelei vizionări neoficiale. Lansarea lui a coincis cu lansarea concursului interactiv ROBINGO în România, la TVR. În decembrie, același an, a fost angajat la TVR, unde a prezentat formatul ROBINGO până în anul 1998. 
În anii 1996-1999 a fost moderatorul spectacolului concurs de muzică pentru copii „TIP TOP MINITOP” (difuzată lunar de TVR în perioada 1990-2003), conceput și realizat de Oana Ionescu. Ulterior, a prezentat, a cântat și a interpretat diferite roluri în emisiunea interactivă pentru copii „KIKI RIKI MIKI”, transmisă în direct în fiecare duminică dimineața pe TVR 1 (1998-2002) și în edițiile speciale „KIKI RIKI MIKI în Țara Minunilor" și „KIKI RIKI MIKI în spațiu".
În anul 2000 se mută la Antena 1, unde prezintă emisiuni până în 2003. Urmează o perioadă de un an de emisiuni difuzate de către postul de televiziune Național TV. 
Horia Brenciu a fost în juriul X-Factor, emisiune realizată de Antena 1, însă în 2019 s-a întors ca jurat la Vocea României, emisiune realizată de Pro TV, în locul Andrei. “Dragii mei, m-am întors la VOCEA ROMÂNIEI! Am parte de un nou început, unul plin de emoții pentru mine".
De asemenea a fost cooptat în mai multe proiecte de dublaj animat românesc:
- În Seria Povești cu Mac-Mac, și mai precis în episodul Încâlceala din Triunghiul Bermudelor, în rolul căpitanului Slaterry, (1998)
- În filmul Ratatouille (2008), este Talon Labarthe, avocatul lui Skinner (Constantin Bărbulescu)
- A cântat melodia de început a serialului Aladdin, difuzat pe TVR1 (1997)
- Happy Feet 2: Mumble dansează din nou, Lovelace (voce, vers.română), în original personajul este dublat de Robin Williams

A jucat în anul 2006 în filmul serial artistic prezentat la Pro TV: Om sărac, om bogat, în rolul principal Titi Prodan.
În anul 2018, el i-a înlocuit pe Răzvan și Dani, prezentatorii care au prezentat emisiunea 'Neatza cu Răzvan și Dani.

## Single-uri
- Septembrie, Luni
- Noapte de Crăciun
- Lucruri simple
- La-la-la-la
- Funky Party
- Fac ce-mi spune inima
- Hello!
- A naibii dragoste!
- Do what you like!
- Lumea mea
- Sunt cine vreau să fiu
- Tu
- Diamantele se sparg
- Ultimul dans
- O nouă zi
- La radio
- Locul 2
- Epilog
- O zi din viața ta
- Paris
- It's you
- Love is
- Kiss on my lips
- Close to me
- I love you
- Prologue
- Poftă de băut
- Ce-ar fi

## Cariera de cântăreț
În anul 2002, Brenciu formează o trupă, HB Orchestra. Primul lor album s-a intitulat 35. Melodiile de pe acest album sunt:
- Funky Party
- Cine ești tu?
- La la la
- Lucruri simple
- La radio
- La fel
- Septembrie, luni
- It’s you (feat. Kamara)
- Close to me
- Love is... (feat. Cristi Crețu)
- Prolog

## Discografie
- Un băiat (1995)
- Totul e simplu! (2003)
- E vară iar (2005)
- Noua lună (2008)
- Fac ce-mi spune inima (2012)
- Inimă de piatră (2013)
- 40+plus (2014)

## Filmografie
- Faci sau taci (2019) - Valentin Codrescu
- Teambuilding (2022) - cameo, rolul său

## Emisiuni prezentate
- Robingo (1993-1998)
- Tip Top Minitop (1996-1999)
- Kiki Riki Miki (1998-1999)
- Ora 6 fix (1998)
- Sarabanda (1999)
- Național TV Bingo Liberty (2000)
- Neața (2000-2002)
- Neața în Epoca de piatră (2002)
- Gong Show (2001-2002)
- Înfruntarea;
- Asul din Mânecă;
- Vocea României (sezonul 1-3, 9): membru al juriului;
- Te cunosc de undeva! (sezonul 5 ep. 7-14): membru al juriului;
- X Factor (sezonul 4-8): membru al juriului;
- Dansează printre Stele: prezentator;
- UniPlay Show: prezentator.
- Masked Singer România